# Tout Puissant Mazembe
Tout Puissant Mazembe, auch bekannt unter der Abkürzung TP Mazembe bzw. unter dem Namen TP Mazembe Englebert, (tout puissant, französisch „allmächtig“) ist ein Fußballverein aus der Demokratischen Republik Kongo. Er ist in der Stadt Lubumbashi in der Region Katanga beheimatet, die Vereinsfarben sind Schwarz und Weiß. Mit 20 Titeln in der Linafoot ist der Verein DRC-Rekordmeister.

## Geschichte

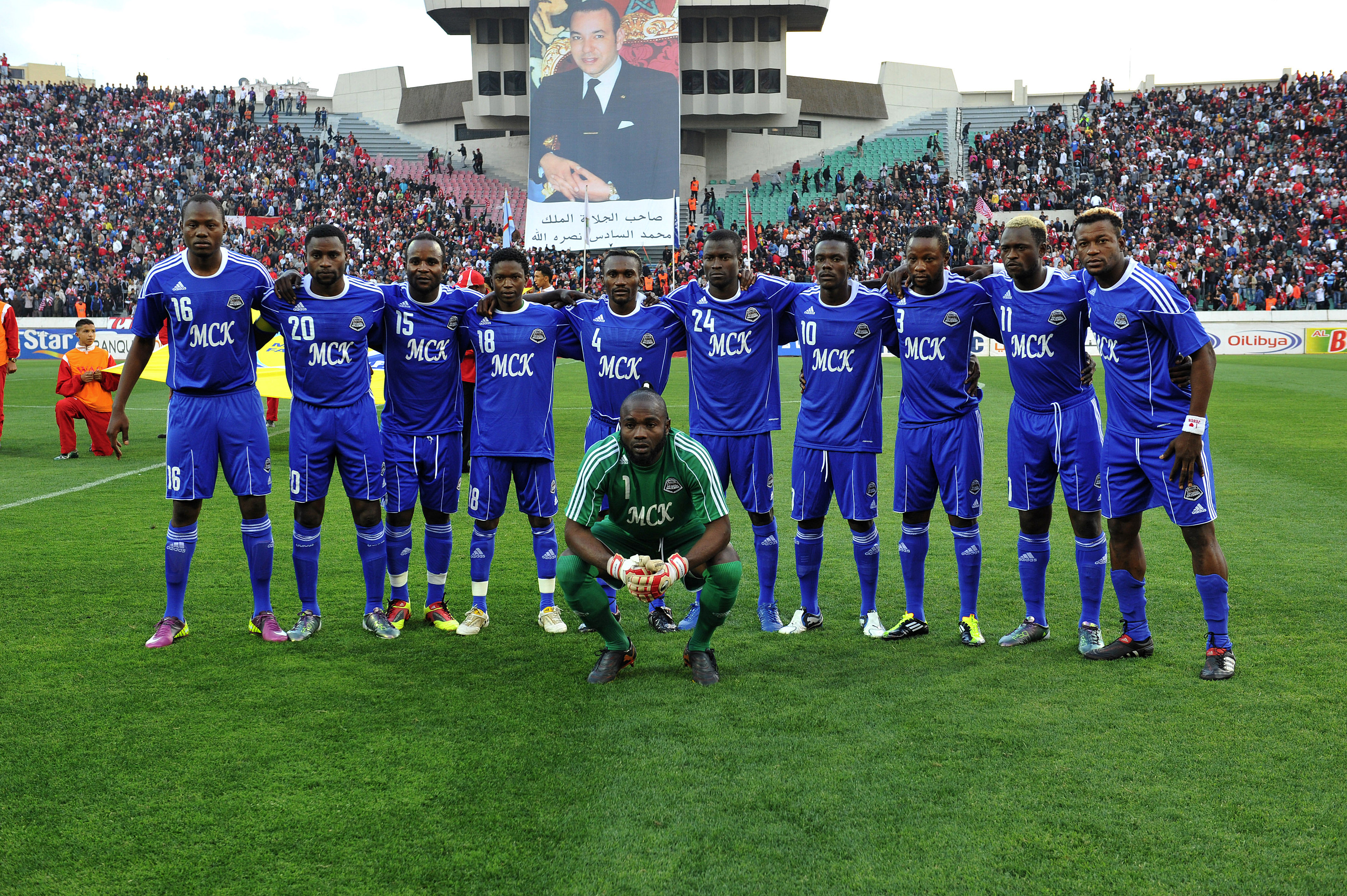
Mannschaftsfoto im April 2011

Tout Puissant Mazembe wurde 1939 von Benediktinermönchen aus Élisabethville (Lubumbashi) gegründet. Damit die Missionare eine Freizeitbeschäftigung hatten, wenn sie sich nicht auf das Studieren konzentrierten, gründeten sie die Holy Georges. Die Mannschaft spielte damals in der ersten Liga der Fédération Royale des Associations Sportives Indigènes (FRASI), eines vom belgischen König gegründeten Verbandes. In ihrer ersten Saison belegten sie den dritten Platz.
Heute ist der Verein mit fünf Siegen in der CAF Champions League einer der erfolgreichsten afrikanischen Vereine. 2010 zog Tout Puissant Mazembe als erste afrikanische Mannschaft überhaupt in das Finale der FIFA-Klub-Weltmeisterschaft ein, musste sich dort allerdings Inter Mailand 0:3 geschlagen geben.
Präsident des Vereins ist der frühere Provinzgouverneur Moise Katumbi.

## Erfolge
- Meisterschaft der Demokratischen Republik Kongo
  - Meister: 1966, 1967, 1969, 1976, 1987, 2000, 2001, 2006, 2007, 2009, 2011, 2012, 2013, 2014, 2016, 2017, 2019, 2020, 2022, 2024
- Pokal der Demokratischen Republik Kongo
  - Sieger: 1966, 1967, 1976, 1979, 2000
  - Finalist: 2003, 2008
- CAF Champions League
  - Sieger: 1967, 1968, 2009, 2010, 2015
  - Finalist: 1969, 1970
- CAF Confederation Cup
  - Sieger: 2016, 2017
  - Finalist: 2013
- Afrikanischer Pokal der Pokalsieger
  - Sieger: 1980
- Afrikanischer Super Cup
  - Sieger: 2010, 2011, 2016
  - Finalist: 2017, 2018
- FIFA-Klub-Weltmeisterschaft
  - Finalist: 2010

## Bekannte Spieler
- Mbala Mbuta Biscotte
- Tshimimu Bwanga
- Dioko Kaluyituka
- Trésor Mputu Mabi
- Dieumerci Mbokani
- Shabani Nonda
- Nathan Sinkala
- Christian Luyindama
- Anthony Vanden Borre[3]

## Jugendakademie
Der Verein unterhält gegenwärtig mit der Les Corbeaux Katumbi Football Academy eine ähnlich wie die Europäischen Fußball-Jugendinternate strukturierte Jugendakademie. So steht neben dem Training auch die schulische Ausbildung im Vordergrund. Zu den bekanntesten ehemaligen Spielern dieser Akademie gehören die ehemaligen U-17 Nationalspieler Jonathan Musinga Mukondo, Pélé Djogo Kikuémé Manzanza und Glody Likonza Molambo, die bereits Seniorenerfahrung bei Mazembe in der Linafoot sammeln durften.